# نامه به فیلمون
نامه به فیلمون از نامه‌های پولس رسول در عهد جدید به شخصی به نام فلیمون است. فیلیمون مسیحی برجسته‌ای بود. او که احتمالاً یکی از اعضای کلیسای شهر کولسی بود، برده‌ای داشت به نام اونیسیموس. این برده از نزد ارباب خود فلیمون گریخته بود و گویا از اموال او نیز دزدیده بود. طبق قوانین روم، مجازات او مرگ بود.
از قضا اونیسیموس با پولس که در این زمان زندانی بود، آشنا شد و از طریق او مسیحی گردید. این نامه بیانگر استدعای پولُس از فیلیمون است مبنی بر اینکه برده خود اونیسیموس را که پولُس او را بازپس می‌فرستد، ببخشد و او را دیگر نه چون برده، بلکه چون برادر مسیحی بپذیرد.

## تقسیم‌بندی کلّی
1. مقدمه (۱-۳)
2. شکرگزاری برای فیلیمون (۴-۷)
3. درخواست پولُس در خصوص اونیسیموس (۸-۲۱)
4. بخش پایانی (۲۳-۲۵)